# Capitán Miranda
Capitán Miranda è un centro abitato del Paraguay, nel dipartimento di Itapúa. La località forma uno dei 30 distretti in cui è suddiviso il dipartimento.

## Popolazione
Al censimento del 2002 Capitán Miranda contava una popolazione urbana di 1.933 abitanti (8.667  nel distretto), secondo i dati della Dirección General de Estadística, Encuestas y Censos.

## Storia
La località fu fondata ufficialmente nel 1914 con l'arrivo nella zona dei primi coloni di origine ucraina; nel 1957 Capitán Miranda fu elevata al rango di distretto.